# Vena ombelicale
La vena ombelicale è un vaso impari che fa parte della circolazione fetale placentare.

## Decorso e funzione nel feto
Origina dai sistemi capillari dei villi coriali nella placenta. Dalla placenta decorre nel cordone ombelicale assieme alle due arterie ombelicali, fino alla regione ombelicale del feto. Nell'addome decorre nello spessore del legamento falciforme del fegato in corrispondenza del suo margine libero, fino a raggiungere il fegato nel quale termina sfociando nel ramo di divisione sinistro della vena porta, in corrispondenza dell'origine del condotto venoso di Aranzio.
Il sangue che raccoglie nella placenta è saturo di ossigeno e ricco di nutrienti provenienti dalla circolazione materna, trasporta questo sangue fino alla circolazione fetale a livello della vena porta. Per evitare la circolazione portale epatica il sangue confluisce all'interno del dotto venoso di Aranzio, tramite il quale raggiunge la vena cava inferiore del feto. Da qui il sangue risale all'atrio destro del cuore.
Ha caratteristiche che la classificano come vena fortemente propulsiva.

## Obliterazione
In seguito al parto la vena va incontro ad obliterazione funzionale ed in seguito anatomica. Nell'adulto si riscontra il legamento rotondo del fegato, sito nel margine libero del legamento falciforme del fegato, vestigia del tratto della vena ombelicale che andava dalla regione ombelicale al ramo sinistro della vena porta. Si ritrova inoltre il legamento venoso di Aranzio, derivato dall'obliterazione del condotto venoso omonimo, teso fra il ramo sinistro della vena porta e la vena cava inferiore.